# Elaenia ridleyana
Elaenia ridleyana là một loài chim trong họ Tyrannidae.